# Олена Яришко
Олена Яришко (нар. 7 грудня 1981) — колишня білоруська тенісистка.
Найвищу одиночну позицію світового рейтингу — 419 місце досягла 21 квітня 2003, парну — 316 місце — 18 червня 2001 року.
Здобула 3 одиночні та 8 парних титулів туру ITF.
Завершила кар'єру 2006 року.

## Фінали ITF
| Турніри $25,000 |
| Турніри $10,000 |

### Одиночний розряд: 6 (3–3)
| Результат | Дата            | Рівень | Турнір                 | Покриття  | Суперниця         | Рахунок       |
| --------- | --------------- | ------ | ---------------------- | --------- | ----------------- | ------------- |
| Поразка   | 28 серпня 2000  | 10,000 | ITF Стамбул, Туреччина | Тверде    | Зузі Бенш         | 4–6, 5–7      |
| Поразка   | 25 вересня 2000 | 10,000 | ITF Анталія, Туреччина | Ґрунт     | Адрієнн Хегюдюш   | 6–7(4), 5–7   |
| Перемога  | 30 жовтня 2000  | 10,000 | ITF Мінськ, Білорусь   | Килим (i) | Анна Бастрікова   | 4–1, 4–1      |
| Поразка   | 8 квітня 2001   | 10,000 | ITF Афіни, Греція      | Ґрунт     | Ана Тимотич       | 5–7, 3–6      |
| Перемога  | 7 травня 2001   | 10,000 | ITF Мерсін, Туреччина  | Ґрунт     | Євгенія Субботіна | 6–1, 6–1      |
| Перемога  | 8 липня 2002    | 10,000 | ITF Стамбул, Туреччина | Ґрунт     | Тетяна Уварова    | 3–6, 6–3, 7–5 |

### Парний розряд: 13 (8–5)
| Результат | Дата              | Рівень | Турнір                    | Покриття   | Партнерка               | Суперниці                                  | Рахунок       |
| --------- | ----------------- | ------ | ------------------------- | ---------- | ----------------------- | ------------------------------------------ | ------------- |
| Перемога  | 31 січня 2000     | 10,000 | ITF Стамбул, Туреччина    | Тверде     | Ірина Корнієнко         | Наталі Кахана Катарина Мишич               | 6–3, 3–6, 6–4 |
| Поразка   | 5 червня 2000     | 10,000 | ITF Анталія, Туреччина    | Ґрунт      | Агата Куровська         | Susanne Filipp Марія Вольфбрандт           | 2–6, 4–6      |
| Поразка   | 26 червня 2000    | 10,000 | ITF Стамбул, Туреччина    | Тверде     | Ірина Корнієнко         | Валерія Бондаренко Гульнара Фаттахетдінова | 2–6, 6–4, 3–6 |
| Поразка   | 7 серпня 2000     | 10,000 | ITF Стамбул, Туреччина    | Тверде     | Seden Özlü              | Гульнара Фаттахетдінова Олена Воропаєва    | 6–1, 3–6, 4–6 |
| Перемога  | 19 січня 2001     | 10,000 | ITF Стамбул, Туреччина    | Тверде     | Дуйґу Акшит Оал         | Марія Кондратьєва Svetlana Mossiakova      | 6–3, 6–0      |
| Перемога  | 7 травня 2001     | 10,000 | ITF Мерсін, Туреччина     | Ґрунт      | Дуйґу Акшит Оал         | Анжела Кардозо Ана Катаріна Ногейра        | 6–1, 6–4      |
| Перемога  | 10 червня 2001    | 10,000 | ITF Анкара, Туреччина     | Ґрунт      | Іпек Шенолу             | Маша Весеняк Уршка Весеняк                 | 3–6, 6–3, 6–4 |
| Перемога  | 21 жовтня 2001    | 10,000 | ITF Каїр, Єгипет          | Ґрунт      | Гульнара Фаттахетдінова | Даніела Клеменшиц Сандра Клеменшиц         | 7–6(2), 6–3   |
| Перемога  | 28 жовтня 2001    | 10,000 | ITF Ель-Мансура, Єгипет   | Ґрунт      | Гульнара Фаттахетдінова | Маша Весеняк Уршка Весеняк                 | 6–1, 6–2      |
| Перемога  | 10 червня 2002    | 10,000 | ITF Анкара, Туреччина     | Ґрунт      | Сай Джаялакшмі Джаярам  | Жаклін Фройліх Ruxandra Marin              | 6–2, 6–2      |
| Поразка   | 24 березня 2003   | 25,000 | ITF St. Petersburg, Росія | Килим (i)  | Ірина Буликіна          | Гульнара Фаттахетдінова Галина Фокіна      | 0–6, 3–6      |
| Перемога  | 31 березня 2003   | 10,000 | ITF Стамбул, Туреччина    | Тверде (i) | Александра Срндович     | Anna Erikson Єнні Ліндстрем                | 4–6, 6–4, 6–2 |
| Поразка   | 30 листопада 2003 | 10,000 | ITF Тель-Авів, Ізраїль    | Тверде     | Oksana Karyshkova       | Олена Антипіна Ніна Братчикова             | 1–6, 7–5, 3–6 |

## Участь у Кубку Федерації

### Парний розряд
| Розіграш                                | Стадія | Дата           | Місце           | Супротивник | Покриття | Партнерка           | Суперниці                      | W/L | Рахунок  |
| --------------------------------------- | ------ | -------------- | --------------- | ----------- | -------- | ------------------- | ------------------------------ | --- | -------- |
| 2001 Fed Cup Europe/Africa Zone Group I | R/R    | 25 травня 2001 | Мурсія, Іспанія | Sweden      | Ґрунт    | Ольга Барабанщикова | Оса Свенссон Марія Вольфбрандт | L   | 5–7, 2–6 |